# Madeleine Tolani

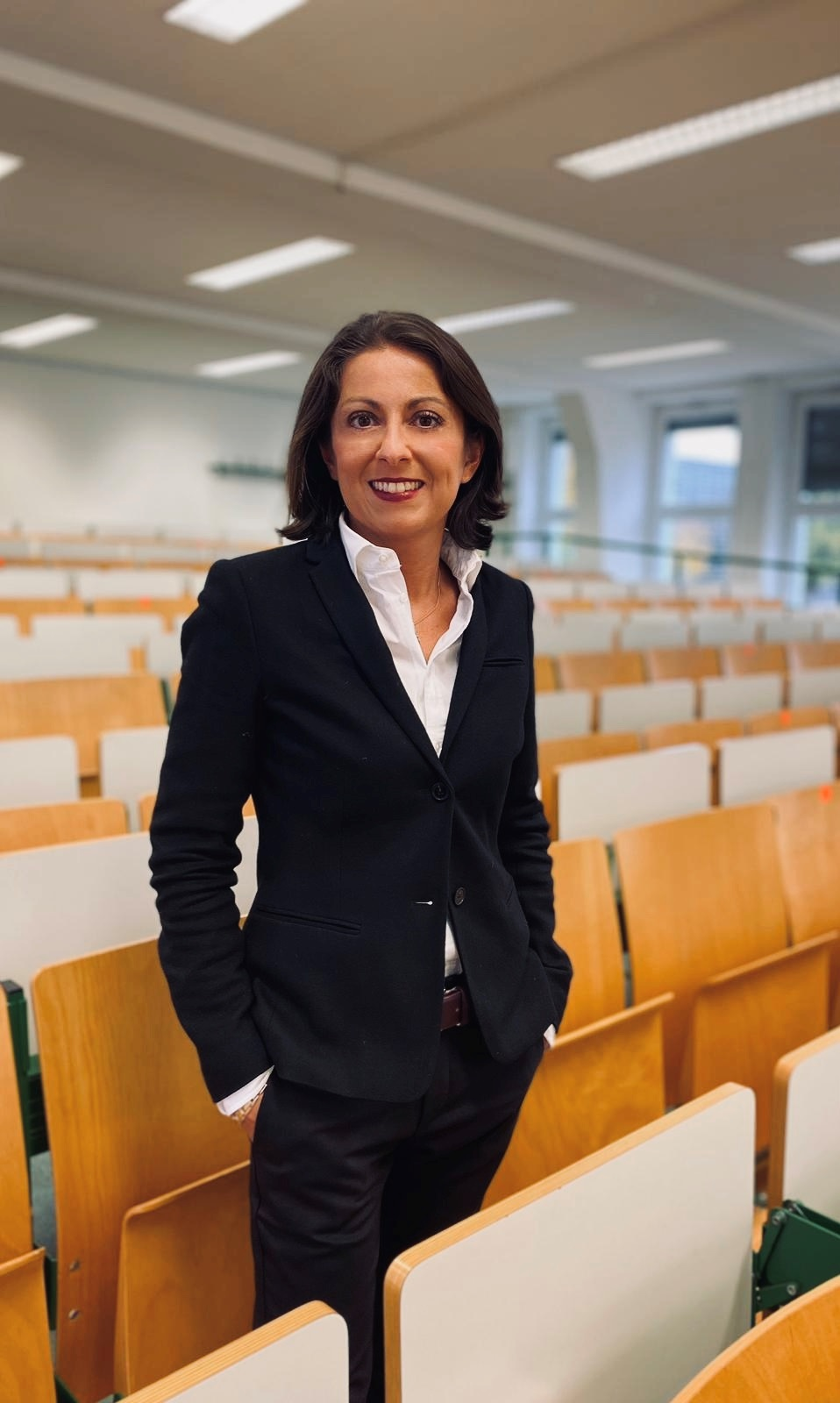
Madeleine Tolani (2020)

Madeleine Tolani (* 1980 in Greifswald) ist eine deutsche Rechtswissenschaftlerin. Sie ist Professorin auf dem Gebiet des Bürgerlichen Rechts an der Hochschule Wismar.

## Leben und Wirken
Madeleine Tolani legte 1999 das Abitur am Friedrich-Ludwig-Jahn-Gymnasium in Greifswald ab. Anschließend nahm sie ein Studium der Rechtswissenschaft an der Ernst-Moritz-Arndt-Universität Greifswald auf, das sie 2003 mit Prädikatsexamen abschloss. Als einzige Kandidatin wurde sie bereits nach dem 7. Semester zur Staatsprüfung zugelassen. Die Zweite juristische Prüfung schloss sie 2005 als Landesbeste mit Prädikatsexamen am OLG Rostock ab.
Sie wurde an der Ernst-Moritz-Arndt-Universität Greifswald zum Thema „Teilrechtsfähigkeit“ von Personenvereinigungen bei Hans-Georg Knothe  mit „summa cum laude“ promoviert.
Den Master of Laws (US Legal Studies) erlangte sie 2010 an der Golden Gate University, School of Law, San Francisco, USA. mit der Graduierung „with honors“.
Nachdem sie 2011 als Notarassessorin dem Land Mecklenburg-Vorpommern gedient hatte, setzte sie ihren wissenschaftlichen Weg als Akademische Rätin auf Zeit an der Universität Passau, sowie als ebensolche an der Albert-Ludwigs-Universität Freiburg am Institut für deutsches und ausländisches Zivilprozessrecht fort. 2015 wurde sie als Habilitandin der Fakultät für Rechtswissenschaft der Universität Regensburg angenommen und mittels eines Stipendiums im Rahmen des Professorinnenprogrammes II des Bundes und der Länder gefördert.
2017 habilitierte sich Madeleine Tolani durch die Fakultät für Rechtswissenschaft der Universität Regensburg für die Fächer Bürgerliches Recht, Deutsches, Europäisches und Internationales Verfahrensrecht, Internationales Privatrecht sowie Rechtsvergleichung. Es erfolgte die Ernennung zur Privatdozentin.
In den Jahren 2019 und 2020 war sie als Richterin im Landgerichtsbezirk Stralsund tätig. 2020 erfolgte ein Ruf auf eine W2-Professur für Bürgerliches Recht an die Hochschule Wismar.

## Politik
Madeleine Tolani ist Mitglied der CDU und seit dem Jahr 2019 gewähltes Mitglied der Greifswalder Bürgerschaft. Für die CDU-Bürgerschaftsfraktion war sie ab 2019 Mitglied im Ausschuss für Soziales, Jugend, Sport, Inklusion, Integration, Gleichstellung und Wohnen sowie dem Ausschuss für Wirtschaft, Tourismus, Digitalisierung und öffentliche Ordnung. Bei der Gemeindevertretungswahl 2019 erzielte sie das viertstärkste Ergebnis aller CDU-Kandidaten. Bei der Bürgerschaftswahl 2024 erhielt Tolani mit 7059 Stimmen das stärkste Ergebnis aller CDU-Kandidaten und wurde am 1. Juli 2024 zur Präsidentin der Bürgerschaft gewählt. Nach ihrer Wahl kam es zur Spaltung der CDU-Fraktion in der Greifswalder Bürgerschaft. Seit der Wahl ist sie zudem Mitglied des Kreistages Vorpommern-Greifswald.
Im Januar 2022 wurde sie durch den CDU-Stadtverband Greifswald als Kandidatin für die Greifswalder Oberbürgermeisterwahl am 12. Juni 2022 nominiert. Bei dieser bekam sie die zweitmeisten Stimmen. Der amtierende Oberbürgermeister Stefan Fassbinder (Bündnis 90/Die Grünen) siegte zwar, konnte jedoch nicht die absolute Mehrheit der Stimmen erzielen, sodass es am 26. Juni 2022 zur Stichwahl zwischen Tolani und Fassbinder kam. Beim zweiten Wahlgang unterlag Madeleine Tolani mit einem Stimmanteil von 43,93 Prozent. Seit November 2023 ist sie Vorsitzende der CDU Greifswald und seit Mai 2024 Kreisvorstandsmitglied der CDU Vorpommern-Greifswald.